# 阿勒 (阿列日省)
阿勒（法語：Aleu，法語發音：[alø]）是法国阿列日省的一个市镇，属于圣日龙区。

## 地理
阿勒（42°53'34"N, 1°15'58"E）面积13.95 平方千米，位于法国奧克西塔尼大區阿列日省，该省份为法国西南部内陆省份，西部和北部与上加龙省接壤，东临奥德省，东南至东比利牛斯省接壤，南与安道尔和西班牙接壤。
与阿勒接壤的市镇（或旧市镇、城区）包括：比耶尔特、埃尔塞、苏朗。

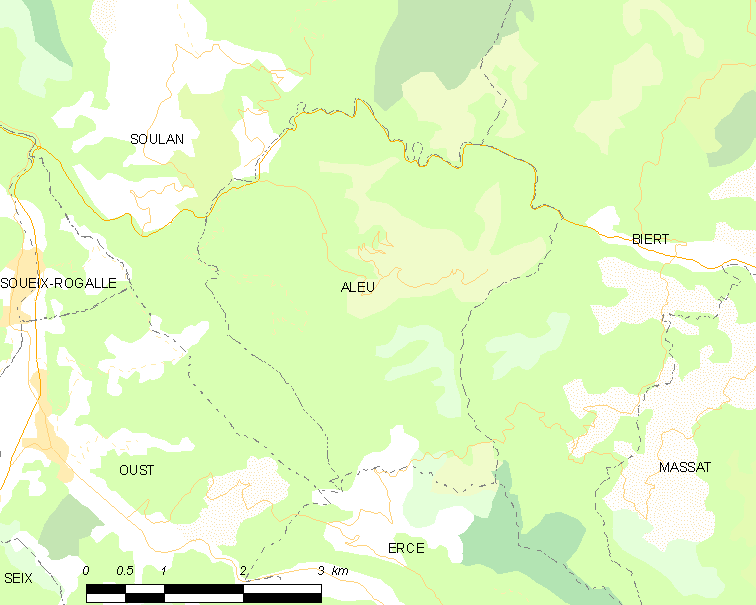
的OSM定位图

阿勒的时区为UTC+01:00、UTC+02:00（夏令时）。

## 行政
阿勒的邮政编码为09320，INSEE市镇编码为09005。

## 政治
阿勒所属的省级选区为库斯朗东县。

## 人口

1962-2008年间人口变化图示

阿勒于2022年1月1日时的人口数量为131人。